# 羅威那

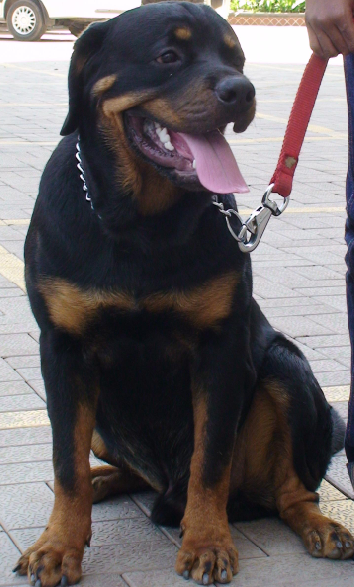
把舌頭掛在外面的羅威納

洛威拿（德語：Rottweiler），別名羅威納，是原產於德國的一個大型狗品種，得名于巴登-符腾堡的古城罗特韦尔。作為放牧犬，早期洛威拿被用作駄犬，在第一次世界大戰和第二次世界大戰投入服務，作為警衛犬。目前，他們依舊經常用來作為警衛犬和警察的警犬。

## 體型及性格
洛威拿犬是一个古老的品种，另一著名警衛犬品種杜賓犬在当初培育的过程中也引入了洛威拿的血统。洛威拿和杜賓犬这两种犬都是优秀的护卫犬。洛威拿属于神经稳定的类型，一般不会主动惹事，但会对你有所警告。对于饲养洛威拿的飼主，其主要作用為看家等用途。洛威拿屬於大型犬種，平均體重90磅-110磅(約40公斤-50公斤)，比較大型的可達130磅或以上(約60公斤或以上)﹔精力充沛而且非常有力的犬種，黑色配有边界清晰的铁锈色斑纹。紧凑而坚固的结构显示出巨大的力量、敏捷度、耐力。雄性比雌性更加魁梧、骨架更大且骨量更多。雌性显得柔美但在结构和体质上不显得软弱。
洛威拿一般是一种平静、自信而勇敢的犬種，其自信和冷漠使他不容易接近，也不随便表示友好。洛威拿对环境变化的态度是自信且反应平静。他具有捍衛領土、保衛家園的天性，他是一种非常聪明的犬種，坚强、有适应性，非常乐于工作，使他成为一种很好的軍犬、警衛犬、伴侣犬、护卫犬和多用途犬种；同時因其卓越的力量，耐力和驚人的領土意識造成它們是非常有自信的犬種，這種自信某種程度上會是倔強。
洛威拿在比赛场中的行为举止应该受到约束，乐于接受检查并能适应，能容忍裁判對牠检查。冷漠或有所保留的狗不属于缺陷，这是本品种的一般情况。对其他狗有攻击性或攻击倾向不属于缺陷。
任何羞怯的洛威拿都要从赛场离开，只有下列情况下，才会判定一个洛威拿是羞怯的：拒绝站立接受检查，躲闪裁判。威胁或恐吓某人（他/她），裁判从后方靠近进行正常检查时，有任何危险的征兆，都将离开。如果在赛场攻击任何人都属于失格。
洛威拿犬身体强壮，动作迅猛，气势强悍，是世界上最具有勇气和力量的犬种之一。此犬曾经被用于看守牛群，是聪明强壮极易亲近的犬种。洛威拿犬为杰出的警犬，能攻击侵入者。为了让本犬种确实服从命令，饲养者应严格的训练，洛威拿犬生来具有警卫才能。此犬个性沉稳，很聰明能明白主人的意思，可做家庭伴侣犬。洛威拿犬的被毛整理起来很简单，为了让毛看起来光滑漂亮，饲养者必须经常加以梳理。

## 優點與缺點
洛威拿犬于牧羊犬相比较，其品种优势有以下几点；

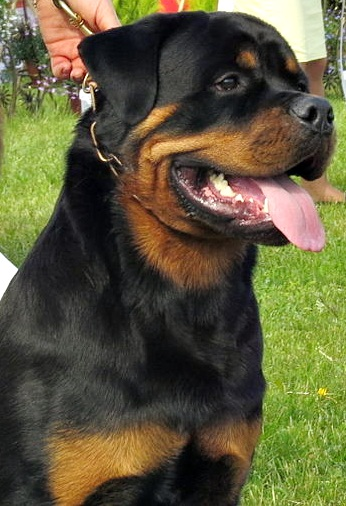
Rottweiler

- 警觉性高。该犬种领地意识和守护本能已具相当水准，警戒、守护等科目表现突出；
- 攻击性强。罗威纳犬攻击时冲击力猛、咬合力强，撕扯凶狠，助训员往往被冲倒且被咬部位有触电的感觉；
- 忠于主人。保护主人的意识强，服从命令，有高度的依恋性；
- 兴奋性高且持久。一般牧羊犬兴奋性保持半小时左右，而罗威纳犬则可以保持1小时以上，且兴奋的强度比牧羊犬高；
- 衔取欲望好，占有欲高。罗威那犬衔取欲望和抢夺意识都很强，能经受住繁重训练任务的考验；
- 作业注意力集中。罗威那犬对目标的注意力非常集中，抗干扰能力强；
- 忍受刺激量大。由于兴奋性强及体质强健，该犬种特别能忍受刺激；
- 条件反射形成后能巩固。训练前期要有足够的耐心，但当条件反射建立以后，训练科目非常牢固。

与此同时，洛威拿犬也有一些弱点；
- 如建立条件反射缓慢、兴奋转抑制困难、探求反射较弱和灵活性欠佳等。

## 注意事項
洛威拿是一種服從性高的品種，但另一方面力大勇猛，領地意識及保護主人意識極強，曾經有多起咬死和咬傷人事件，因此建議洛威拿應由較有經驗人士飼養。中國的北京、上海等5個城市禁止飼養羅威納犬。

## 相關文獻
- American Kennel Club Herding Regulations. The full document is available at AKC.org[永久]
- Australian National Kennel Council, Extended Breed Standard of the Rottweiler. Available online at ANKC.org.au[永久]
- Blackmore, Joan. A Dog Owners Guide to the Rottweiler
- Brace, Andrew H. (Ed), The Ultimate Rottweiler, Ringpress Books, Surrey, 2003. ISBN 1-86054-263-8
- Coren,Stanley. The Intelligence of Dogs, University of British Columbia, Vancouver. (1994).
- Chardets: Know your Rottweiler
- Fédération Cynologique Internationale-Standard N° 147/ 19. 06. 2000 / GB The Rottweiler. Translated by - Mrs C. Seidler Country of Origin – Germany.
- Kaneene JB, Mostosky UV, Miller R. Update of a retrospective cohort study of changes in hip joint phenotype of dogs evaluated by the OFA in the United States, 1989-2003. Vet Surg 2009;38:398-405, Interscience.wiley.com Archive.today的存檔，存档日期2012-12-09, abstract
- National Dog - The Ringleader Way, Volume 12 Number 1 & 2, Jan/Feb 2009 Breed Feature "Bernese Mountain Dogs, Leonbergers & Rottweilers".
- Pettengell, Jim. The Rottweiler
- Pienkoss, Adolf. The Rottweiler, 3rd revised and updated edition, Internationale Foederation der Rottweilerfreunde (IFR) Wilhelmitenstr. 15a, 46354 Borken, Germany, 2008
- Price, Les. Rottweilers: an owner's companion. Macmillan Publishing Company, New York 1991. ISBN 0-87605-297-9
- Schanzle, Manfred, Studies In The Breed History Of The Rottweiler. German edition Published by Allgemeiner Deutscher Rottweiller - Klub (ADRK) E.V. 1967 English edition published jointly by Colonial Rottweiler Club & Medallion Rottweiler Club - Sept 1969. 1981 Printing (updated) - Published by Powderhorn Press 3320 Wonderview Plaza, Hollywood, CA90068.
- Yrjola, J.A.U. & Tikka, Elvi. Our Friend the Rottweiler.

## 連結
- 中的“羅威那”